# F.U.Y.A.
 (mai 2014).
Si vous disposez d'ouvrages ou d'articles de référence ou si vous connaissez des sites web de qualité traitant du thème abordé ici, merci de compléter l'article en donnant les références utiles à sa vérifiabilité et en les liant à la section « Notes et références ».

F.U.Y.A. est un morceau de l'album Tetr4 (On and On Records) du groupe C2C (2012). 

## Le clip vidéo
Le clip vidéo du titre été coréalisé par 20Syl (Sylvain Richard), membre du groupe, et Vincent Nguyen (aka Francis Cutter). Ancien étudiant à l'École nationale supérieure des arts décoratifs (ENSAD), Vincent Nguyen participe en 2011 à une résidence collective sous la direction de Florence Miailhe à l'Abbaye de Fontevraud. À cette occasion, il réalise le court-métrage « Bienvenue à Fontevraud » qui fait l'objet d'un "buzz" sur internet. Les nantais de C2C le remarquent et lui confient la réalisation du clip de leur titre F.U.Y.A. Celui-ci est tourné en novembre 2011 dans l'église abbatiale de Fontevraud (XIIe siècle), selon un procédé similaire.
Il a été récompensé "Meilleur Clip vidéo de l'Année" aux Victoires de la musique 2013.